# Rosa Lobato de Faria
Rosa Lobato de Faria, nata Rosa Maria de Bettencourt Rodrigues (Lisbona, 20 aprile 1932 – Lisbona, 2 febbraio 2010), è stata una poetessa, paroliera e attrice portoghese.
Durante la sua carriera ha scritto poesie, romanzi e canzoni, oltre ad aver recitato in numerose serie tv, diventando una figura rispettata nei circoli culturali portoghesi. Sposata due volte, dal primo matrimonio ebbe tre figli.

## Carriera

### Attrice
Lobato de Faria iniziò la carriera da attrice relativamente tardi, con la sua prima interpretazione di rilievo nel 1982, a 50 anni, nella serie TV Vila Faia, in cui apparve per cento episodi.  Da allora fino al suo ultimo ruolo in Aqui Não Há Quem Viva (2006-2008), Lobato de Faria apparve in molte altre serie televisive come Humor de Perdição (1987), Nem o Pai Morre Nem a Gente Almoça (1990), Crónica do Tempo (1992), A Minha Sogra É uma Bruxa (2002), Só Gosto De Ti (2004) e Ninguém Como Tu (2005). Ha recitato in serial molto variegati, dal thriller alla commedia. Nonostante la sua carriera da attrice si concentrasse prevalentemente sul piccolo schermo, Lobato de Faria ebbe anche ruoli in una manciata di film, come Paisagem Sem Barcos (1983) e O Vestido Cor de Fogo (1986).
Tra il 1988 e il 1995 fu una prolifica autrice di serie televisive e telenovele e venne coinvolta alla stesura di dodici programmi diversi. A partire da questo momento abbandonò questo ambito, optando alla letteratura come principale fonte della sua espressione creativa.

### Scrittrice
Lobato de Faria pubblicò il suo primo romanzo, Os Pássaros de Seda, nel 1995. In seguito se ne aggiunsero undici, incluso O Prenúncio das Águas, con cui vince il Premio Máxima di letteratura portoghese nel 2000. Lobato de Faria ha pubblicato poi tre storie per bambini e opere poetiche, raccolte nel volume del 1997 Poemas Escolhidos e Dispersos.
Ha scritto quattro canzoni per il Portogallo portate all'Eurovision Song Contest: Amor d'água fresca (1992), Chamar a música (1994), Baunilha e chocolate (1995) e Antes do adeus (1997).

## Morte
Lobato de Faria è morta in un ospedale di Lisbona il 2 febbraio, all'età di 77 anni, per complicanze dovute all'anemia.

## Lascito culturale
Alla morte di Lobato de Faria, la scrittrice è stata ricordata dal Presidente del Portogallo Aníbal Cavaco Silva, dalla Ministra della cultura Gabriela Canavilhas e da altri colleghi nel campo della televisione e della letteratura, riconoscendole il suo importante contributo alla cultura portoghese. La ministra Canavilhas disse che Lobato de Faria aveva lasciato "un'eredità, un testamento della sua creatività e grande sensibilità che saranno ispirazione per le generazioni future". Luís Andrade, ex direttore del principale canale RTP, la descrisse come "una grande scrittrice e una grande attrice. Il Portogallo è molto più povero dopo la sua morte inaspettata".